# Autoeuropa
Volkswagen Autoeuropa Lda. est une usine d'assemblage automobile , située dans la ville de Palmela, près de Lisbonne, au Portugal . Créée en 1991, elle a commencé ses activités en 1995, détenue à 100 % par Volkswagen. C'est le plus gros investissement industriel étranger au Portugal.

## Histoire

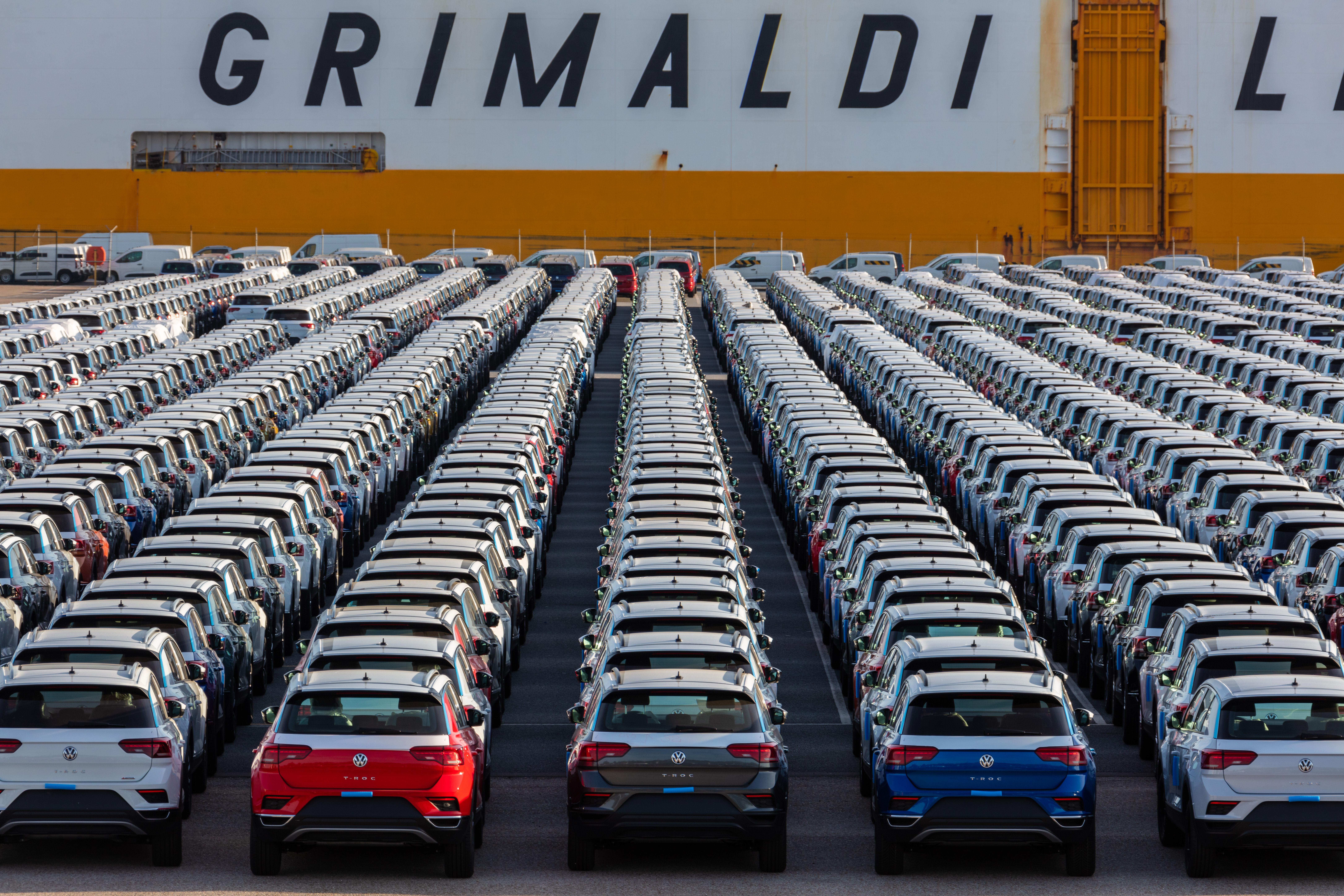
Voitures produites par Autoeuropa au port de Setúbal, 2019

Après la signature d'un accord de joint-venture entre le groupe Volkswagen et Ford en juillet 1991, l'usine de 2 millions de m2 a été construite en quatre ans, comprenant un parc industriel environnant sur lequel sont implantés les principaux fournisseurs. L'usine et le parc industriel environnant ont coûté au total 1 970 M€.
Ouverte en tant que coentreprise à 50/50, son objectif initial était d'assembler un modèle de monospace de conception commune vendu sous trois marques : Volkswagen Sharan, SEAT Alhambra et Ford Galaxy. En produisant ces véhicules, Volkswagen Autoeuropa a presque atteint sa limite de production de 172 500 unités par an.
Cependant, lorsque Ford a quitté la coentreprise et que le cycle de vie du modèle approchait de sa fin, Volkswagen a pris possession de l'usine et la production a considérablement diminué. Dans le cadre du système d'appel d'offres interne de Volkswagen, l'usine devait concourir pour de nouveaux modèles avec d'autres usines Volkswagen, tout en menaçant de fermer l'usine et d'accorder des concessions aux travailleurs et à l'État.
Finalement, AutoEuropa a remporté les droits de production de la nouvelle Volkswagen Eos cabriolet/coupé uniquement à partir de fin 2005, produisant seulement 79 896 véhicules des modèles originaux plus l'Eos. En 2008, l'usine a commencé la production de la troisième génération de Volkswagen Scirocco , et actuellement emploie 3 000 personnes sur site, 2 350 emplois fournisseurs sur le parc industriel et 3 750 emplois fournisseurs supplémentaires au Portugal.
Les modèles existants arrivant en fin de vie, l'usine doit concourir pour de nouveaux modèles à partir de 2010. Il a été proposé qu'en 2009 pour préparer la ligne de production pour le remplacement,  bien que la crise économique va retarder ces modèles.
Des sources internes ont déclaré que Volkswagen Autoeuropa devait reprendre la production de la Volkswagen Polo au plus tard en novembre 2010, en tant que modèle de salle d'exposition 2011, une sous-compacte vendue partout sauf aux États-Unis et au Canada. La direction de l'usine soumissionnait également pour la production du nouveau roadster Volkswagen BlueSport . Aucun de ces plans n'a abouti.
Le 1er juillet 2013, la voiture numéro 2 000 000 est sortie de la chaîne de montage, une Volkswagen Sharan 2.0 TDI Highline. 
En décembre 2016, l'usine a obtenu les droits de production du nouveau crossover compact, Volkswagen T-Roc.
En mars 2020, la SEAT Alhambra est abandonnée,.

## Production
| Année      | 1995    | 1996    | 1997    | 1998    | 1999    | 2000    | 2001    | 2002    | 2003    | 2004    |
| ---------- | ------- | ------- | ------- | ------- | ------- | ------- | ------- | ------- | ------- | ------- |
| Production | 41 201  | 119 042 | 131 400 | 138 890 | 137 267 | 126 191 | 136 758 | 130 007 | 109 647 | 95 660  |
| Année      | 2005    | 2006    | 2007    | 2008    | 2009    | 2010    | 2011    | 2012    | 2013    | 2014    |
| Production | 79 896  | 81 835  | 93 609  | 94 100  | 86 008  | 101 284 | 133 100 | 112 550 | 91 200  | 102 240 |
| Année      | 2015    | 2016    | 2017    | 2018    | 2019    | 2020    | -       | -       | -       | -       |
| Production | 102 158 | 85 126  | 110 256 | 287 024 | 254 600 | 192 000 | -       | -       | -       | -       |

## Fabrication par modèle
| Année | Total  | Volkswagen Eos | Volkswagen Scirocco | Volkswagen Sharan/SEAT Alhambra |
| ----- | ------ | -------------- | ------------------- | ------------------------------- |
| 2007  | 91 209 | 51 260         | -                   | 31 249                          |
| 2008  | 91 200 | 41 234         | 21 272              | 21 297                          |

| Année | Total   | Volkswagen Eos | Volkswagen Scirocco | Volkswagen Sharan | SEAT Alhambra | Volkswagen T-Roc |
| ----- | ------- | -------------- | ------------------- | ----------------- | ------------- | ---------------- |
| 2012  | 111 250 | 11 238         | 31 220              | 41 299            | 11 293        | -                |
| 2013  | 91 200  | 1 251          | 21 200              | 41 259            | 11 290        | -                |
| 2014  | 101 240 | 1 257          | 21 273              | 41 298            | 21 212        | -                |
| 2015  | 101 258 | 1 259          | 11 251              | 51 223            | 21 225        | -                |
| 2016  | 81 226  | -              | 11 263              | 41 249            | 31 214        | -                |
| 2017  | 111 256 | -              | 1 299               | 41 295            | 31 238        | 21 224           |
| 2018  | 281 224 | -              | -                   | 31 259            | 11 288        | 231 277          |
| 2019  | 251 200 | -              | -                   | 21 281            | 21 215        | 201 204          |
| 2020  | 191 200 | -              | -                   | -                 | -             | 191 200          |

,,,,,,,